# Harivans Lál Púndzsa
Srí H. W. L. Poonja (Hariwansh Lal Poonja, 1910. október 13. – India, Lakhnau, 1997. szeptember 6.) advaita bölcs, tanító.

## Életútja
H. W. L. Poonja (magyaros átírásban Harivansz Lál Púndzsa), vagy ahogy követői nevezték Papaji (Pápádzsí), Pandzsáb nyugati felén, Murálíwálában született, mely a mai Pakisztán területén fekszik, de akkoriban még India része volt. Nyolcéves korában tapasztalta meg először a szamádhit, az abszolút tudatosság állapotát, melynek során két napig meg sem mozdult. Mivel az orvosok nem mutattak ki semmi rendellenességet, az édesanyja – aki Krisna odaadó híve volt – arra a következtetésre jutott, hogy fiának olyan élménye lehetett, melyben találkozott Krisnával, az Istenség legfelsőbb személyével. A fiatal Poonja ez ellen nem tiltakozott, csak annyit mondott, hogy hatalmas boldogságot, békét érzett. Ezt követően édesanyjára hallgatva Krisna követője lett. Később Krisna teljes életnagyságban megjelent neki, és együtt játszottak. Emellett több szenthez is vonzódott, akik közül a történelmi Buddha volt az, aki különösen mélyen megérintette őt.
Felnőve hétköznapi életet élt, megházasodott, született két gyermeke és jelentkezett a hadseregbe. Krisnával való kapcsolata egyre mélyült, és a vele töltött órák (melyek teljes elragadtatásban teltek) kezdték megnehezíteni munkáját, viselkedése mások számára gyakran érthetetlen volt, ezért kilépett a hadseregből. Megtakarított pénzén keresztül-kasul beutazta Indiát, hogy találjon egy olyan embert, aki meg tudja neki mutatni Istent. Mindig ugyanazt a kérdést tette fel a szent embereknek: „Meg tudod mutatni nekem Istent?” Erre többnyire azt a választ kapta, hogy igen, de ehhez sokat kell gyakorolnia, és még akkor sem biztos. Ezek a válaszok nem elégítették ki, és tovább keresett. Ekkor találkozott 1944-ben Srí Ramana Maharsival, akinek hatására felismerte az Önvalót, azaz Istent.
1947-ben találkozott utoljára Srí Ramana Maharsival, mivel ekkor el kellett utaznia Pandzsábba, hogy családját kimenekítse az akkor függetlenedő Pakisztán területéről. Ezután Lakhnaúban telepedett le, ahonnét később beutazta Indát, Európát és Észak-Amerikát, hogy segítse az embereket az Önvaló felismerésében. A nyolcvanas évek közepén felhagyott az utazgatással, és utána már csak Lakhnaúban tartott szatszangokat 1997. szeptember 6-án bekövetkezett haláláig.
Eddig Magyarországon járt, ismertebb követői: Ganga Mira, Eli Jaxson-Bear, Gangaji, Madhukar, Isaac Shapiro.

## Magyarul megjelent művei
- Ébredj fel, és ordíts! Satsang H. W. L. Poonjával; ford. Krishna (Veszprémi Krisztina); Reiki Alapítvány, Bp., 1998 (Arunachala könyvek) ISBN 963-03-6373-9
- Ugorj az ismeretlenbe! Beszélgetések H. W. L. Poonjával; szerk. David Godman, ford. Krishna (Veszprémi Krisztina), Malik (Tóth István); Reiki Alapítvány, Bp., 1999 (Arunachala könyvek) ISBN 963-03-7534-6
- Az igazság oroszlánja. Egy advaita mester feljegyzései; ford., bev. Malik Tóth István; Filosz, Bp., 2005 (Arunachala könyvek) ISBN 963-86577-8-2
- Ébredj fel, és ordíts! I-II. kötet; 2. jav. kiad.; ford. Veszprémi Krisztina; Filosz, Bp., 2010 (Arunachala könyvek)
- Szavak a végtelenből. A táncoló üresség versben és prózában; ford. Malik Tóth István; Filosz, Bp., 2015 (Arunácsala könyvek)

## DVD-k
- Hagyj fel a kereséssel!
- Közvetlen érzékelés
- Olyan egyszerű!
- Térj vissza a csendhez